# Малий міст

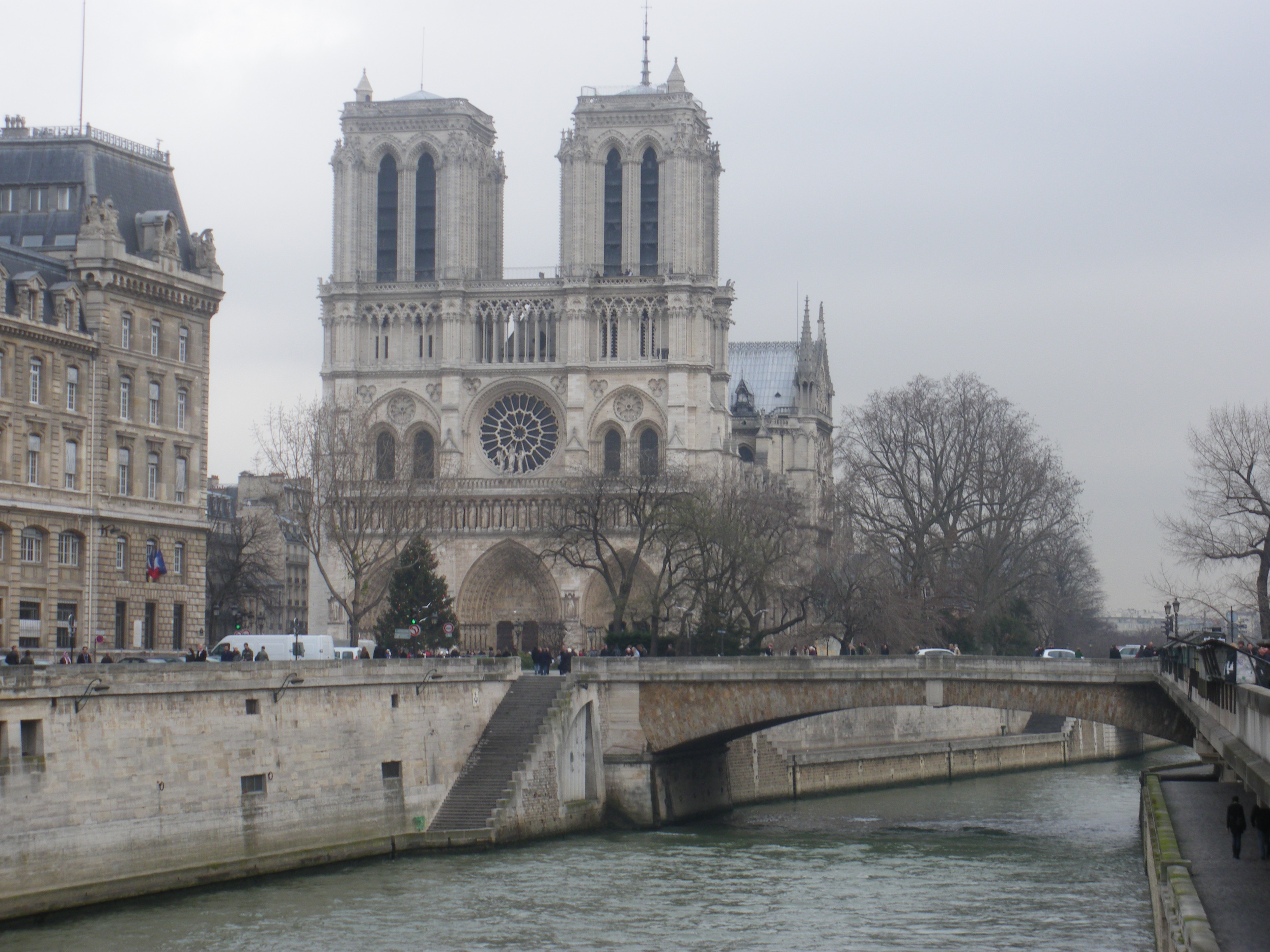
Малий міст і Собор Паризької богоматері

Малий міст (фр. Petit-Pont) — кам'яний міст через Сену в центрі Парижа, що веде з лівого берега на острів Сіте. Міст розташований між мостом Сен-Мішель і Подвійним мостом та з'єднує набережну Монтебелло у 4-му окрузі з набережною Сен-Мішель (Quai Saint-Michel) у 5-му окрузі.

## Короткий опис
- Довжина моста: 32 м
- Ширина: 20 м
- Тип конструкції: арковий міст, що складається з одного прольоту
- Архітектори: Michal і Gariel
- Побудований в 1853 році
- Метро: лінія 4, станція Сен-Мішель (Saint-Michel)

## Історія
Свій сучасний вигляд Малий міст набув у 1853. Проте на цьому місці міст стояв ще до завоювання римлянами Галлії і був частиною кардо (головної вулиці з північно-південним напрямком) Лютеції. Коли в 52 році до н. е. Тіт Лабієн зі своїми військами підходив до міста, жителі підпалили всі мости, що ведуть на острів Сіте, щоб супротивник не зміг захопити поселення. Римляни заново відбудували міст з дерева (на відміну від моста Нотр-Дам, який виконали з каменю), і провели через нього кардо від Суассона до Орлеана.
Під час облоги міста норманами в 885–886 Малий міст був зруйнований: у кінця січня 886 нормани підпалили три своїх кораблі й скерували їх у бік дерев'яного мосту, щоб полум'я перейшло на Малий міст, проте кораблі затонули раніше, ніж досягли мосту. Що не вдалося норманнам, зробила природа: під час сильних дощів 6 січня 886 Сена вийшла з берегів і знесла дерев'яний міст.
Після закінчення облоги Малий міст був заново відбудований. Крім цього кам'яний міст римлян, який був частиною кардо і з'єднував острів Сіте із правим берегом (нині міст Нотр-Дам), був замінений дерев'яним мостом Короля чи Великим мостом униз за течією (нині міст Міняйл). Таким чином до XIV століття в Парижі існували всього два мости, і ті знаходилися не на одній лінії. Обидві фортеці — Великий і Малий Шатле, — захищали ці мости і втратили оборонну функцію після спорудження міської стіни за часів короля Філіпа II Августа в XII столітті. Як і всі мости в ті часи, на Малому мосту стояли будинки і крамниці, що робило міст одним з економічних центрів міста.
В 1379 Фогт Гуго Обріо розпорядився відбудувати кам'яний міст за 200 м вниз за течією, щоб трохи розвантажити Малий міст. У 1393 міст знову змитий. Нова споруда 1395 року протрималася лише до 1408 і була знову змита разом з мостом Сен-Мішель, так що Париж деякий час був розділений на дві частини. Після цього обидва мости були знову відбудовані.

## Галерея

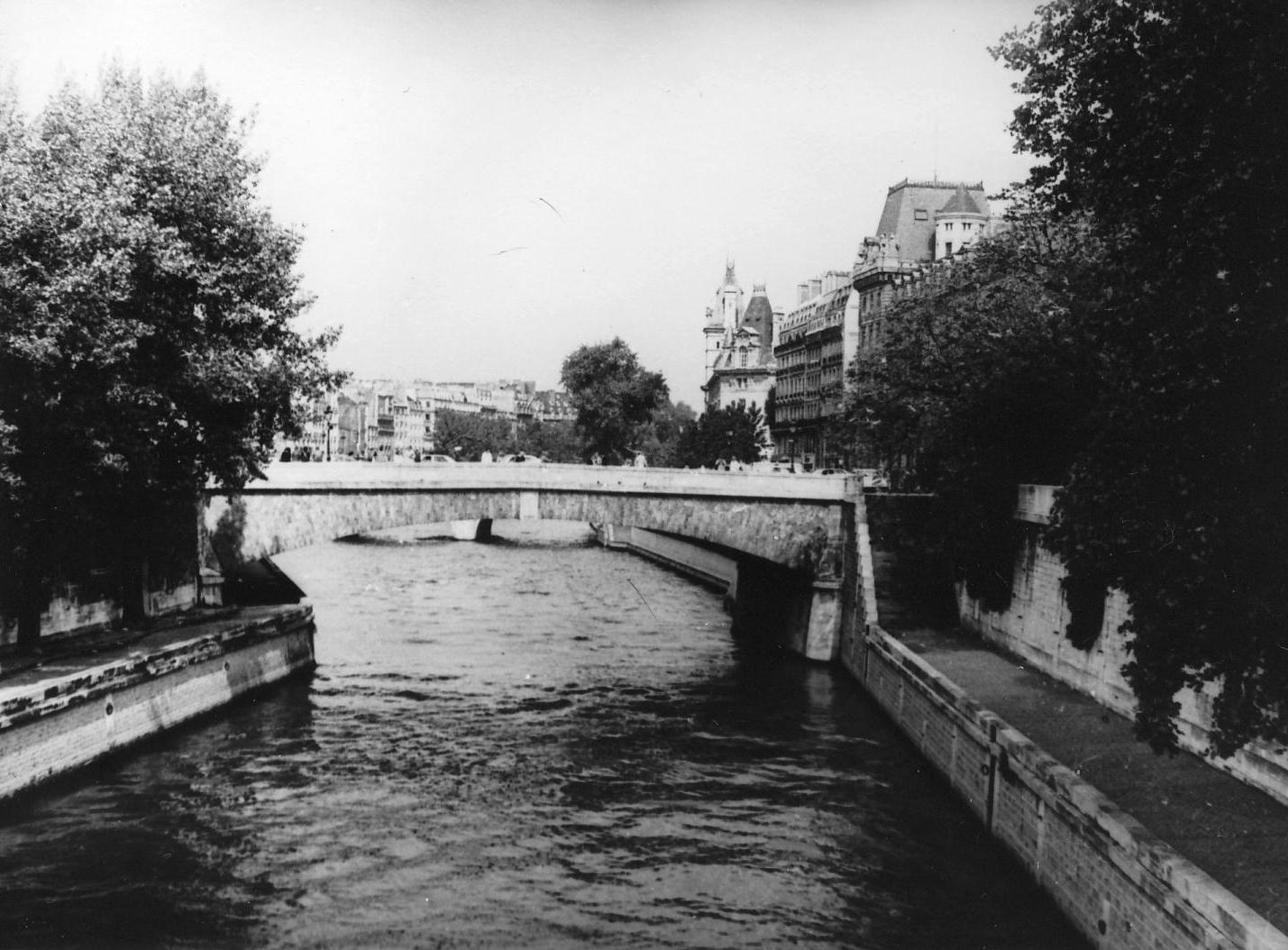
Малий міст в 1981
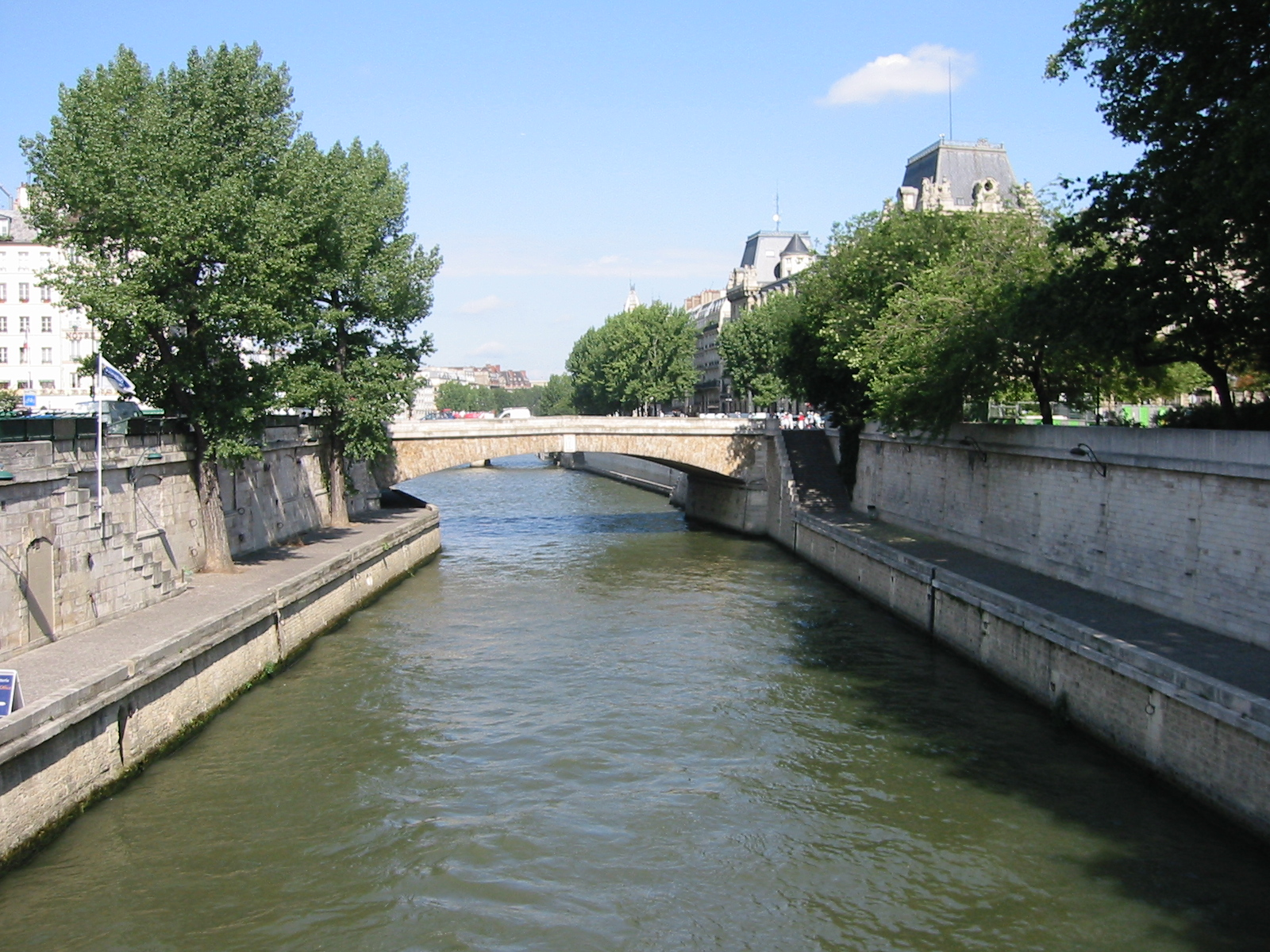
Вид на Малий міст з Подвійного мосту
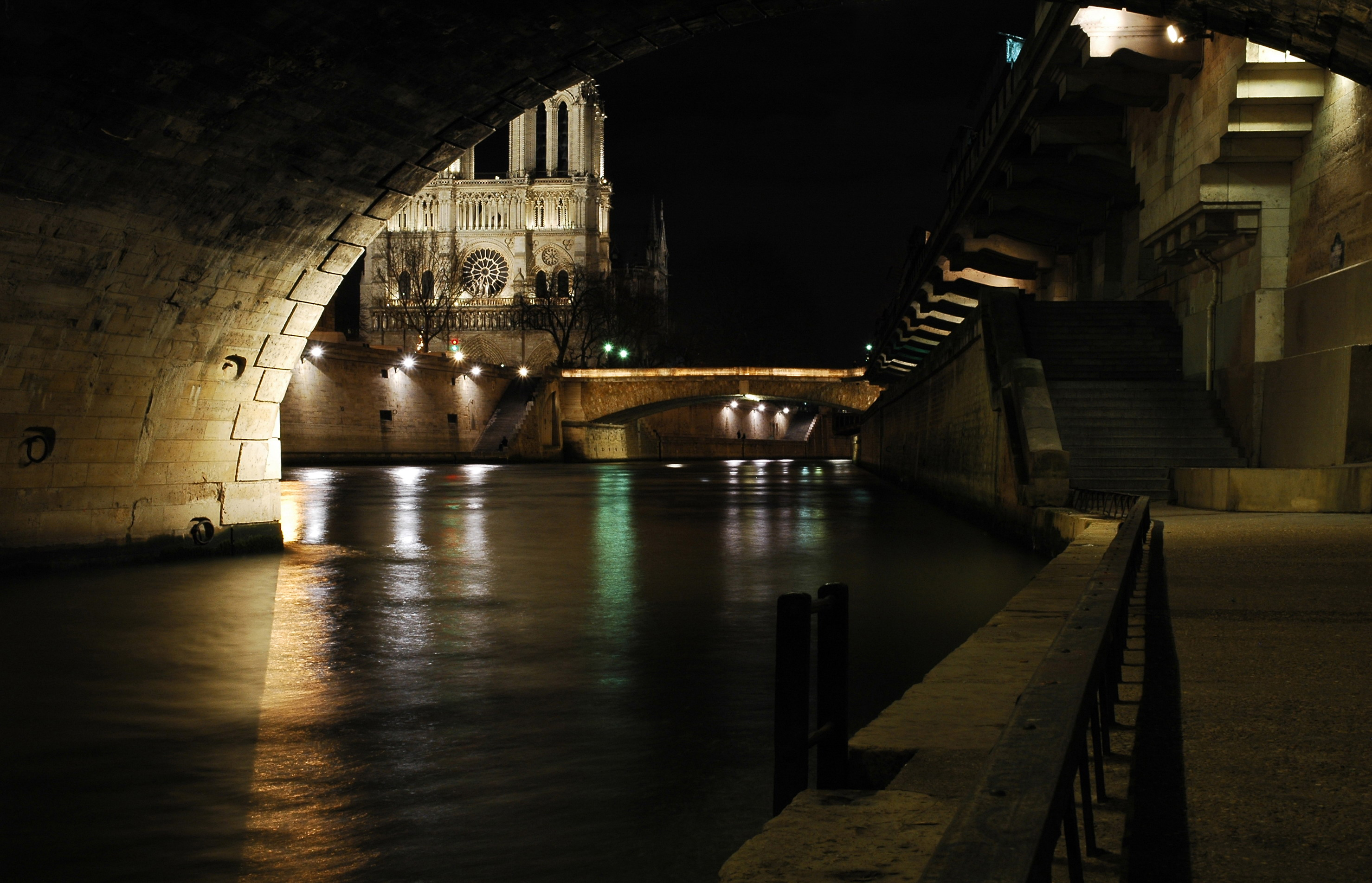
Собор Паризької богоматері і Малий міст з  Мосту Сен-Мішель